# Квитка, Василий Кириллович
Василий Кириллович Квитка (1927—2015) — бригадир совхоза «Славяносербский» Коммунарского района Луганской области, Герой Социалистического Труда (30.04.1966).

## Биография
Родился 20 августа 1927 года в с. Шелиховка Евсугского района Ворошиловградской области.
В 1930 году с родителями переехал в Славяносербский район. Окончил Пришибскую семилетку (1943) и ФЗУ г. Ворошиловск (Алчевск).
С 1945 по 1948 год работал на металлургическом заводе.
С 1948 г. колхозник колхоза «Червоный Лиман». После его реорганизации в совхоз «Славяносербский» — бригадир овощеводческой бригады.
В 1966 году за высокие показатели в труде присвоено звание Героя Социалистического Труда, а в 1968 году награждён орденом Трудового Красного Знамени.
С 1988 года — на пенсии, жил в Славяносербске.
За большие заслуги в социально-экономическом развитии района решением Славяносебского районного совета от 24.09.1988 года присвоено звание «Почетный гражданин Славяносербского района».